# Thereus lutzi
Thereus lutzi is een vlinder uit de familie van de Lycaenidae. De wetenschappelijke naam van de soort werd als Thecla lutzi in 1932 gepubliceerd door Huntington.